# Pink Friday 2 World Tour
Tournées par Nicki Minaj
The Nicki Wrld Tour 
(2019)
Le 'Pink Friday 2 World Tour' (ou 'Nicki Minaj Presents: Pink Friday 2 World Tour') est la quatrième tournée en solo, et cinquième au total, de la chanteuse et rappeuse américaine d'origine trinidadienne Nicki Minaj. Elle promeut son cinquième album studio Pink Friday 2 sorti en 2023. La tournée mondiale a débuté le 1er mars 2024 à Oakland aux États-Unis et se termina le 11 octobre 2024 à Elmont (New York) aux États-Unis. Il s'agit de la première tournée de Minaj depuis 2019 avec The Nicki Wrld Tour.

Avec un montant brut de plus de 108,8 millions de dollars sur la base de 70  concerts, le Pink Friday 2 Tour est la tournée de concerts la plus rentable de tous les temps par une rappeuse et la quatrième tournée la plus lucrative pour un artiste rap.

## Date et lieux des concerts
| Date             | Ville            | Pays       | Lieu                                | Première partie     | Affluence       | Revenu      |
| ---------------- | ---------------- | ---------- | ----------------------------------- | ------------------- | --------------- | ----------- |
| Amérique du Nord |                  |            |                                     |                     |                 |             |
| 1er mars 2024    | Oakland          | États-Unis | Oakland Arena                       | Monica              | 13 907 / 13 907 | 2 340 673 $ |
| 3 mars 2024      | Denver           | États-Unis | Ball Arena                          | Monica              |                 |             |
| 8 mars 2024      | Paradise         | États-Unis | T-Mobile Arena                      | Monica              |                 |             |
| 10 mars 2024     | Seattle          | États-Unis | Climate Pledge Arena                | Monica              |                 |             |
| 13 mars 2024     | Phoenix          | États-Unis | Footprint Center                    | Monica              |                 |             |
| 15 mars 2024     | Inglewood        | États-Unis | Hollywood Park                      | —                   |                 |             |
| 20 mars 2024     | Atlanta          | États-Unis | State Farm Arena                    | Monica              |                 |             |
| 21 mars 2024     | Atlanta          | États-Unis | State Farm Arena                    | Monica              |                 |             |
| 22 mars 2024     | Orlando          | États-Unis | Kia Center                          | Monica              |                 |             |
| 24 mars 2024     | Nashville        | États-Unis | Bridgestone Arena                   | Monica              |                 |             |
| 26 mars 2024     | Charlotte        | États-Unis | Spectrum Center                     | Monica              |                 |             |
| 28 mars 2024     | Newark           | États-Unis | Prudential Center                   | Monica              |                 |             |
| 29 mars 2024     | Philadelphie     | États-Unis | Wells Fargo Center                  | Monica              |                 |             |
| 30 mars 2024     | New York         | États-Unis | Madison Square Garden               | Monica              |                 |             |
| 1er avril 2024   | Washington       | États-Unis | Capital One Arena                   | Monica              |                 |             |
| 2 avril 2024     | Baltimore        | États-Unis | CFG Bank Arena                      | Monica              |                 |             |
| 4 avril 2024     | Brooklyn         | États-Unis | Barclays Center                     | Monica              |                 |             |
| 5 avril 2024     | Hartford         | États-Unis | XL Center                           | Monica              |                 |             |
| 7 avril 2024     | Raleigh          | États-Unis | Dorothea Dix Park                   | —                   |                 |             |
| 8 avril 2024     | Boston           | États-Unis | TD Garden                           | Monica              |                 |             |
| 10 avril 2024    | Boston           | États-Unis | TD Garden                           | Monica              |                 |             |
| 12 avril 2024    | Columbus         | États-Unis | Value City Arena                    | Monica              |                 |             |
| 13 avril 2024    | Milwaukee        | États-Unis | Fiserv Forum                        | Monica              |                 |             |
| 17 avril 2024    | Montréal         | Canada     | Centre Bell                         | Monica              |                 |             |
| 18 avril 2024    | Toronto          | Canada     | Scotiabank Arena                    | Monica              |                 |             |
| 20 avril 2024    | Détroit          | États-Unis | Little Caesars Arena                | Monica              |                 |             |
| 24 avril 2024    | Chicago          | États-Unis | United Center                       | Monica              |                 |             |
| 25 avril 2024    | Chicago          | États-Unis | United Center                       | Monica              |                 |             |
| 27 avril 2024    | Minneapolis      | États-Unis | Target Center                       | Monica              |                 |             |
| 30 avril 2024    | Toronto          | Canada     | Scotiabank Arena                    | Monica              |                 |             |
| 1er mai 2024     | Brooklyn         | États-Unis | Barclays Center                     | Monica              |                 |             |
| 9 mai 2024       | Houston          | États-Unis | Toyota Center                       | Monica              |                 |             |
| 11 mai 2024      | Dallas           | États-Unis | American Airlines Center            | Monica              |                 |             |
| 12 mai 2024      | Austin           | États-Unis | Moody Center                        | Monica              |                 |             |
| 13 mai 2024      | Oklahoma City    | États-Unis | Paycom Center                       | Monica              |                 |             |
| Europe           |                  |            |                                     | Monica              |                 |             |
| 23 mai 2024      | Amsterdam        | Pays-Bas   | Ziggo Dome                          | –                   | –               | –           |
| 25 mai 2024      | Manchester       | Angleterre | Co-op Live                          | –                   | –               | –           |
| 26 mai 2024      | Birmingham       | Angleterre | Resorts World Arena                 | –                   | –               | –           |
| 28 mai 2024      | Londres          | Angleterre | O2 Arena                            | –                   | –               | –           |
| 29 mai 2024      | Glasgow          | Écosse     | OVO Hydro                           | –                   | –               | –           |
| 30 mai 2024      | Manchester       | Angleterre | Co-op Live                          | –                   | –               | –           |
| 1er juin 2024    | Paris            | France     | Accor Arena                         | –                   | –               | –           |
| 2 juin 2024      | Amsterdam        | Pays-Bas   | Ziggo Dome                          | –                   | –               | –           |
| 4 juin 2024      | Cologne          | Allemagne  | Lanxess Arena                       | –                   | –               | –           |
| 5 juin 2024      | Cologne          | Allemagne  | Lanxess Arena                       | –                   | –               | –           |
| 7 juin 2024      | Berlin           | Allemagne  | Mercedes-Benz Arena                 | –                   | –               | –           |
| 8 juin 2024      | Varsovie         | Pologne    | Sluzewiec Horse Racing Track        | N/A                 | N/A             | N/A         |
| 9 juin 2024      | Paris            | France     | Accor Arena                         | –                   | –               | –           |
| 11 juin 2024     | Copenhague       | Danemark   | Royal Arena                         | –                   | –               | –           |
| 12 juin 2024     | Stockholm        | Suède      | Tele2 Arena                         | –                   | –               | –           |
| 27 juin 2024     | Portimão         | Portugal   | Praia da Rocha                      | –                   | –               | –           |
| Afrique          |                  |            |                                     |                     |                 |             |
| 28 juin 2024     | Rabat            | Maroc      | OLM Souissi                         | –                   | –               | –           |
| Europe           |                  |            |                                     |                     |                 |             |
| 3 juillet 2024   | Milan            | Italie     | Foire de Milan                      | N/A                 | N/A             | N/A         |
| 5 juillet 2024   | Ebreichsdorf     | Autriche   | Magna Racino                        | N/A                 | N/A             | N/A         |
| 6 juillet 2024   | Dublin           | Irlande    | Malahide Castle                     | –                   | –               | –           |
| 7 juillet 2024   | Bucarest         | Roumanie   | Aéroport international Aurel-Vlaicu | N/A                 | N/A             | N/A         |
| 12 juillet 2024  | Londres          | Angleterre | Wireless Festival                   | N/A                 | N/A             | N/A         |
| 13 juillet 2024  | Frauenfeld       | Suisse     | Openair Frauenfeld                  | N/A                 | N/A             | N/A         |
| 14 juillet 2024  | Liège            | Belgique   | Les Ardentes                        | N/A                 | N/A             | N/A         |
| Amérique du Nord |                  |            |                                     |                     |                 |             |
| 4 septembre      | Philadelphia     | États-Unis | Wells Fargo Center                  | Bia Skillibeng      | 10,376 / 10,376 | $1,126,526  |
| 6 septembre      | Pittsburgh       | États-Unis | PPG Paints Arena                    | Bia Skillibeng      | 8,588 / 11,030  | $873,548    |
| 7 septembre      | New York City    | États-Unis | Madison Square Garden               | Bia Skillibeng      | 10,512 / 11,866 | $1,587,182  |
| 8 septembre      | Washington, D.C. | États-Unis | Capital One Arena                   | Tyga Bia Skillibeng | 9,848 / 9,848   | $1,188,358  |
| 12 septembre     | Buffalo          | États-Unis | KeyBank Center                      | Tyga Bia Skillibeng | 7,414 / 7,414   | $867,922    |
| 13 septembre     | Cleveland        | États-Unis | Rocket Mortgage FieldHouse          | Tyga Bia Skillibeng | 8,480 / 9,506   | $1,108,597  |
| 15 septembre     | Birmingham       | États-Unis | Legacy Arena                        | Tyga Bia Skillibeng | 6,748 / 8,000   | $803,407    |
| 17 septembre     | Dallas           | États-Unis | American Airlines Center            | Tyga Bia Skillibeng | 6,156 / 6,902   | $850,128    |
| 18 septembre     | San Antonio      | États-Unis | Frost Bank Center                   | Tyga Bia Skillibeng | 7,007 / 8,427   | $923,003    |
| 21 septembre     | Los Angeles      | États-Unis | Crypto.com Arena                    | Tyga Bia Skillibeng | 9,784 / 11,537  | $1,476,648  |
| 22 septembre     | Inglewood        | États-Unis | Kia Forum                           | Tyga Bia Skillibeng | 7,700 / 8,250   | $1,093,642  |
| 23 septembre     | San Francisco    | États-Unis | Chase Center                        | Tyga Bia Skillibeng | 7,648 / 9,516   | $984,757    |
| 26 septembre     | San Diego        | États-Unis | Viejas Arena                        | Tyga Bia Skillibeng | 6,038 / 7,434   | $770,140    |
| 28 septembre     | Paradise         | États-Unis | MGM Grand Garden Arena              | Tyga Bia Skillibeng | 5,891 / 7,776   | $886,430    |
| 1 octobre        | Kansas City      | États-Unis | T-Mobile Center                     | Tyga Bia Skillibeng | 7,799 / 9,572   | $823,364    |
| 2 octobre        | St. Louis        | États-Unis | Enterprise Center                   | Tyga Bia Skillibeng | 8,103 / 10,742  | $895,972    |
| 4 octobre        | Jacksonville     | États-Unis | VyStar Veterans Memorial Arena      | Tyga Bia Skillibeng | 8,613 / 10,155  | $969,819    |
| 5 octobre        | Tampa            | États-Unis | Amalie Arena                        | Tyga Bia Skillibeng | 10,123 / 10,123 | $1,251,715  |
| 6 octobre        | Miami            | États-Unis | Kaseya Center                       | Tyga Bia Skillibeng | 11,253 / 11,253 | $1,482,409  |
| 8 octobre        | Raleigh          | États-Unis | Lenovo Center                       | Tyga Bia Skillibeng | 8,026 / 11,105  | $909,679    |
| 9 octobre        | Columbia         | États-Unis | Colonial Life Arena                 | Tyga Bia Skillibeng | 7,092 / 8,569   | $834,755    |
| 11 octobre       | Elmont           | États-Unis | UBS Arena                           | Tyga Bia Skillibeng | 13,505 / 13,505 | $1,866,590  |

## Concert annulé
| Date         | Ville       | Pays          | Lieu                 | Raison  |
| ------------ | ----------- | ------------- | -------------------- | ------- |
| 18 mars 2024 | New orleans | États Unis 🇺🇸 | Smoothie king center | Maladie |